# Jakub Gimiński
Jakub Gimiński (ur. 29 stycznia 1994 w Toruniu) – polski hokeista,

## Kariera
- TKH Toruń (2009-2010)
- SMS II Sosnowiec (2010-2011)
- Nesta Karawela Toruń (2011-2013)
- 1928 KTH Krynica (2013-2014)
- Nesta Toruń (2014-2015)
- JKH GKS Jastrzębie (2015-2022)
- KH Energa Toruń (2022-)

Wychowanek klubu MKS Sokoły Toruń. W barwach reprezentacji Polski do lat 18 uczestniczył w turniejach mistrzostw świata juniorów do lat 18 w 2010, 2011, 2012. W barwach reprezentacji Polski do lat 20 uczestniczył w turniejach mistrzostw świata juniorów do lat 20 w 2012, 2013, 2014. Absolwent NLO SMS PZHL Sosnowiec z 2013.
Od 2013 zawodnik drużyny 1928 KTH Krynica. Od 2014 ponownie zawodnik klubu z Torunia. Od lipca zawodnik JKH GKS Jastrzębie. W maju 2022 powrócił do klubu z Torunia.

## Sukcesy
Reprezentacyjne
- Awans do MŚ do lat 20 Dywizji I Grupy A: 2013

Klubowe
- Puchar Polski: 2018, 2019 z JKH GKS Jastrzębie
- Puchar Wyszehradzki: 2020 z JKH GKS Jastrzębie
- Brązowy medal mistrzostw Polski: 2020[7], 2022 z JKH GKS Jastrzębie
- Superpuchar Polski: 2020, 2021 z JKH GKS Jastrzębie
- Złoty medal mistrzostw Polski: 2021 z JKH GKS Jastrzębie